# Diego Tonetto
Diego Rubén Tonetto (Guaymallén, 5 dicembre 1988) è un calciatore argentino, centrocampista dell'Independiente Rivadavia.

## Carriera
Ha giocato nella seconda divisione spagnola ed argentina e nella prima divisione argentina.

## Statistiche

### Presenze e reti nei club
Statistiche aggiornate al 27 marzo 2025.
| Stagione                       | Squadra                        | Campionato                     | Campionato | Campionato | Coppe nazionali | Coppe nazionali | Coppe nazionali | Coppe continentali | Coppe continentali | Coppe continentali | Altre coppe | Altre coppe | Altre coppe | Totale | Totale |
| Stagione                       | Squadra                        | Comp                           | Pres       | Reti       | Comp            | Pres            | Reti            | Comp               | Pres               | Reti               | Comp        | Pres        | Reti        | Pres   | Reti   |
| ------------------------------ | ------------------------------ | ------------------------------ | ---------- | ---------- | --------------- | --------------- | --------------- | ------------------ | ------------------ | ------------------ | ----------- | ----------- | ----------- | ------ | ------ |
| 2006-2007                      | Ferro Carril Oeste             | PBN                            | 8          | 0          | -               | -               | -               | -                  | -                  | -                  | -           | -           | -           | 8      | 0      |
| 2007-2008                      | Ferro Carril Oeste             | PBN                            | 30         | 0          | -               | -               | -               | -                  | -                  | -                  | -           | -           | -           | 30     | 0      |
| 2008-2009                      | Ferro Carril Oeste             | PBN                            | 34         | 4          | -               | -               | -               | -                  | -                  | -                  | -           | -           | -           | 34     | 4      |
| 2009-2010                      | Ferro Carril Oeste             | PBN                            | 35         | 2          | -               | -               | -               | -                  | -                  | -                  | -           | -           | -           | 35     | 2      |
| 2010-2011                      | Ferro Carril Oeste             | PBN                            | 35         | 1          | -               | -               | -               | -                  | -                  | -                  | -           | -           | -           | 35     | 1      |
| 2011-2012                      | Ferro Carril Oeste             | PBN                            | 7          | 0          | -               | -               | -               | -                  | -                  | -                  | -           | -           | -           | 7      | 0      |
| Totale Ferro Carril Oeste      | Totale Ferro Carril Oeste      | Totale Ferro Carril Oeste      | 149        | 7          |                 | -               | -               |                    | -                  | -                  |             | -           | -           | 149    | 7      |
| 2012-2013                      | Lugo                           | SD                             | 35         | 2          | CR              | 0               | 0               | -                  | -                  | -                  | -           | -           | -           | 35     | 2      |
| 2013-2014                      | Independiente Rivadavia        | PBN                            | 39         | 3          | -               | -               | -               | -                  | -                  | -                  | -           | -           | -           | 39     | 3      |
| 2014                           | Independiente Rivadavia        | PBN                            | 14         | 1          | -               | -               | -               | -                  | -                  | -                  | -           | -           | -           | 14     | 1      |
| 2015                           | Defensa y Justicia             | PD                             | 4          | 0          | CA              | 1               | 0               | -                  | -                  | -                  | -           | -           | -           | 5      | 0      |
| 2016                           | Estudiantes (BA)               | PBM                            | 15         | 1          | -               | -               | -               | -                  | -                  | -                  | -           | -           | -           | 15     | 1      |
| 2016-2017                      | Instituto (C)                  | PBN                            | 16         | 0          | CA              | 1               | 0               | -                  | -                  | -                  | -           | -           | -           | 17     | 0      |
| 2017-2018                      | Platense                       | PBM                            | 28         | 4          | CA              | 1               | 0               | -                  | -                  | -                  | -           | -           | -           | 29     | 4      |
| 2018-2019                      | Platense                       | PBN                            | 14         | 1          | CA              | 3               | 0               | -                  | -                  | -                  | -           | -           | -           | 17     | 1      |
| Totale Platense                | Totale Platense                | Totale Platense                | 42         | 5          |                 | 4               | 0               |                    | -                  | -                  |             | -           | -           | 46     | 5      |
| 2019-2020                      | Deportivo Morón                | PBN                            | 5          | 0          | -               | -               | -               | -                  | -                  | -                  | -           | -           | -           | 5      | 0      |
| 2020                           | Dep. Maipú                     | TFA                            | 9          | 0          | -               | -               | -               | -                  | -                  | -                  | -           | -           | -           | 9      | 0      |
| 2021                           | Dep. Maipú                     | PBN                            | 24         | 1          | -               | -               | -               | -                  | -                  | -                  | -           | -           | -           | 24     | 1      |
| Totale Dep. Maipú              | Totale Dep. Maipú              | Totale Dep. Maipú              | 33         | 1          |                 | -               | -               |                    | -                  | -                  |             | -           | -           | 33     | 1      |
| 2022                           | Independiente Rivadavia        | PBN                            | 20         | 0          | CA              | 0               | 0               | -                  | -                  | -                  | -           | -           | -           | 20     | 0      |
| 2023                           | Independiente Rivadavia        | PBN                            | 32         | 0          | CA              | 1               | 0               | -                  | -                  | -                  | -           | -           | -           | 33     | 0      |
| 2024                           | Independiente Rivadavia        | PD                             | 14         | 0          | CA+CdL          | 2+2             | 0               | -                  | -                  | -                  | -           | -           | -           | 18     | 0      |
| 2025                           | Independiente Rivadavia        | PD                             | 9          | 0          | CA              | 0               | 0               | -                  | -                  | -                  | -           | -           | -           | 9      | 0      |
| Totale Independiente Rivadavia | Totale Independiente Rivadavia | Totale Independiente Rivadavia | 128        | 4          |                 | 5               | 0               |                    | -                  | -                  |             | -           | -           | 133    | 4      |
| Totale carriera                | Totale carriera                | Totale carriera                | 427        | 20         |                 | 11              | 0               |                    | -                  | -                  |             | -           | -           | 438    | 20     |

## Palmarès

### Club

#### Competizioni nazionali
- Primera B Nacional: 1

Ind. Rivadavia: 2023